# Čurug
Čurug (cyr. Чуруг, węg. Csurog) – wieś w Serbii, w Wojwodinie, w okręgu południowobackim, w gminie Žabalj. W 2011 roku liczyła 8166 mieszkańców.